# Ernst Baumgart

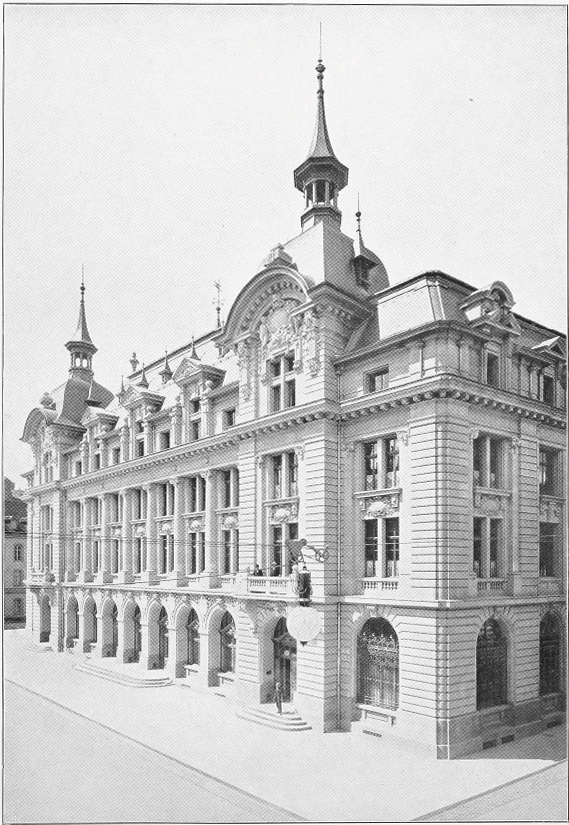
Eidgenössisches Postgebäude, Bauzeit 1901 bis 1906. Architekten: Eugène Jost und Ernst Baumgart.

Ernst Baumgart (* 4. Oktober 1858 in Bern; † 14. Januar 1938 ebenda) war ein Schweizer Architekt.

## Ausbildung und Karriere
Baumgart studierte an der Königlichen Württembergischen Baugewerkeschule in Stuttgart und der Ecole des Beaux-Arts Paris Architektur. Ab 1883 arbeitete er in Bern als Teilhaber bei Gottlieb Hirsbrunner, bevor er 1886 sein eigenes Büro gründete. Die Zusammenarbeit mit Hirsbrunner setzte er aber bis zu dessen Tod 1889 fort. Aus ihr entstanden einige Wettbewerbserfolge bei bedeutenden Bauvorhaben, unter anderem der vierte Preis für das eidgenössische Parlamentsgebäude in Bern und der zweite Preis für das Hauptpostamt in Luzern, beauftragt wurden sie nach Wettbewerbssieg mit dem Post- und Telegrafengebäude in St. Gallen (1915 durch Neubau an anderer Stelle ersetzt).
Als Experte wurde Baumgart um die Jahrhundertwende zum Bau des Postgebäudes in Bern hinzugezogen, das nach Entwurf von Eugène Jost bis 1906 entstand, und er war später auch Preisrichter bei entsprechenden Bauvorhaben. Daneben schuf Baumgart aber zahlreiche historisierende, mit reichem Fassadenschmuck instrumentierte Villen und Mehrfamilienhäuser vor allem in Bern, ausserdem die Spitäler in Langnau und Interlaken, eine Trinkerheilstätte in Kirchlindach und eine Knabenerziehungsanstalt in Trachselwald. Bauten für die Bildung waren das Brunnmattschulhaus und Schulhaus Enge sowie das bei Bern gelegene Schweizerische Lehrerinnenheim von 1910.

## Werkliste (Auswahl)
- Bundeshaus Ost, Wettbewerb 4. Preis, Bern 1885 (Hirsbrunner und Baumgart)
- Hauptpost, Wettbewerb 2. Preis, Luzern 1885 (Hirsbrunner und Baumgart)
- Postgebäude, St. Gallen, 1885–1887 (abgerissen) (Hirsbrunner und Baumgart)
- Grüneckweg 12, Wohnhaus, Bern 1891
- Tramdepot Zieglerstrasse, Bern 1893
- Finkelhubelweg 14, Mehrfamilienhaus, Bern 1895
- Zieglerstrasse 44, Wohnhaus, Bern 1895
- Kalcheggweg 14, Villa, Bern 1896
- Bernastrasse 10, Villa, Bern 1896
- Seftigenstrasse 23, Villa, Bern 1896
- Freiburgstr. 2, Villa, Bern 1897
- Spital, Langnau, 1898
- Beaulieustrasse 1, Villa, Bern 1899
- Falkenplatz 9, Wohn- und Geschäftshaus 1894–1900
- Trinkerheilstätte Nüchtern, Kirchlindach 1899–1900
- Knabenerziehungsanstalt, Trachselwald um 1900
- Brunnmatt, Primarschulhaus, Bern 1901
- Sonnenbergstrasse 1, Villa, Bern 1901
- Alpenstrasse 32, Villa, Bern 1903
- Bollwerkpost, Bern 1903–1905
- Bezirkspital, Interlaken, 1903–1905
- Engestrasse 49, Villa, Bern 1905
- Tramdepot, Thunstrasse 106, Bern 1900, 1907
- Dienstgebäude, Thunstrasse 116, Bern 1907
- Daxelhoferstrasse 17–19, 21, Villen, Bern 1907
- Obstberggut, Neugotischer Treppenturm, Anbau, 1908
- Schweizerisches Lehrerinnenheim, Wildermettweg 46, Bern 1910
- Sulgeneck. Französische Botschaft, Sulgeneckstrasse 44. Umbau 1914–18 (Ursprungsbau Louis-Frédéric de Rutté 1894)
- Greisenasyl Schönegg, Seftigenstrasse 111, Umbau (Mittelrisalit) 1923 (Ursprungsbau 1872–1874)

## Belege
1. ↑  N.N.: Bericht des Preisgerichtes für die eingelangten Concurrenz-Entwürfe zu dem Postgebäude in St. Gallen. In: Schweizerische Bauzeitung. Band 5, Nr. 12, 1885, S. 71–10 (e-periodica.ch).
2. ↑  N.N.: Das neue eidgen. Postgebäude in Bern: erbaut von den Architekten Eug. Jost und E. Baumgart in Lausanne und Bern. In: Schweizerische Bauzeitung. Band 47, Nr. 1, 1906, S. 6–10, doi:10.5169/seals-26037.
3. ↑  N.N.: Schweizerisches Lehrerinnenheim in Bern: erbaut von E. Baumgart, Architekt in Bern. In: Schweizerische Bauzeitung. Band 61, Nr. 15, 1913, S. 201–203, doi:10.5169/seals-30704.

| Personendaten    | Personendaten       |
| ---------------- | ------------------- |
| NAME             | Baumgart, Ernst     |
| KURZBESCHREIBUNG | Schweizer Architekt |
| GEBURTSDATUM     | 4. Oktober 1858     |
| GEBURTSORT       | Bern                |
| STERBEDATUM      | 14. Januar 1938     |
| STERBEORT        | Bern                |